# 迪拜湾大厦
迪拜湾大厦（阿拉伯语：‎，羅馬化：Burj Khawr Dubayy）是位于阿拉伯联合酋长国迪拜市代拉区里盖布廷的一座大楼，建于1995年。